# Muncă
Munca este o acțiune care nu este determinată de supraviețuirea speciei, fiind un serviciu prestat în schimbul unei remunerații sau a unei alte forme de răsplată.

## Definiție
Potrivit DEX.LR, prin muncă se înțelege: 
1. o activitate conștientă (specifică omului) îndreptată spre un anumit scop, în procesul căreia omul efectuează, reglementează și controlează prin acțiunea sa schimbul de materii dintre el și natură pentru satisfacerea trebuințelor sale;
2. un efort de a realiza ceva; ocupație, strădanie, îndeletnicire;
3. un folos material, bun agonisit prin lucru; câștig, profit.

## Rol
Rolul muncii în societatea contemporană se apreciază în funcție de afirmarea tot mai puternică a creativității, a efortului intelectual, comparativ cu cel manual, ca și prin prisma promovării formelor atipice de ocupare a forței de muncă și a reducerii timpului de muncă.

## Dreptul muncii
Dreptul muncii, ca ramură a sistemului național de drept, este strâns legat de muncă, noțiune inseparabilă de existența omului.

## Boli profesionale
Conform Organizației Internaționale a Muncii (OIM), 2,34 milioane de oameni mor anual din cauze generate de locul de muncă, dintre aceștia 2,02 milioane pierzându-și viața în urma bolilor profesionale.